# John Wallis

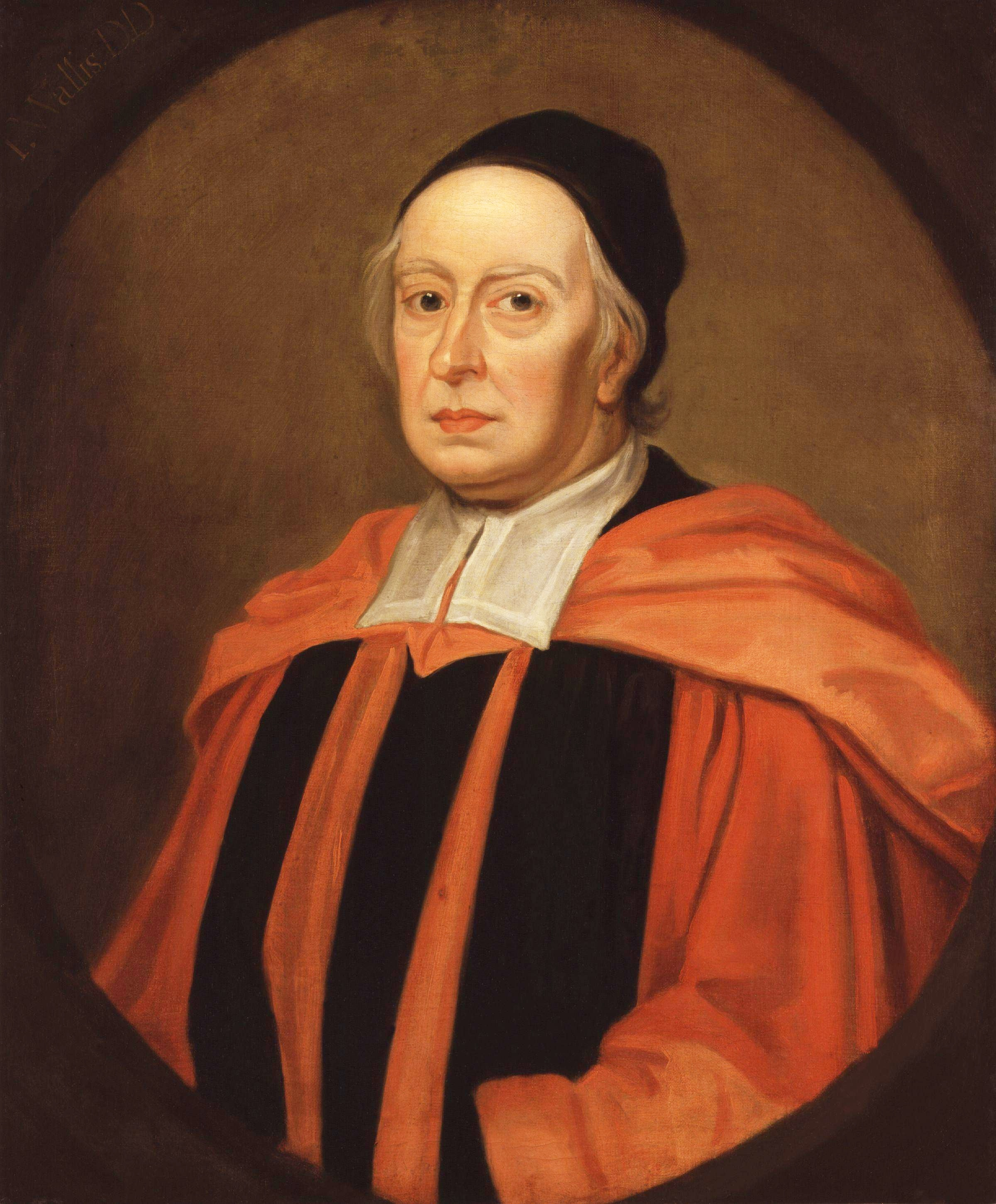
John Wallis

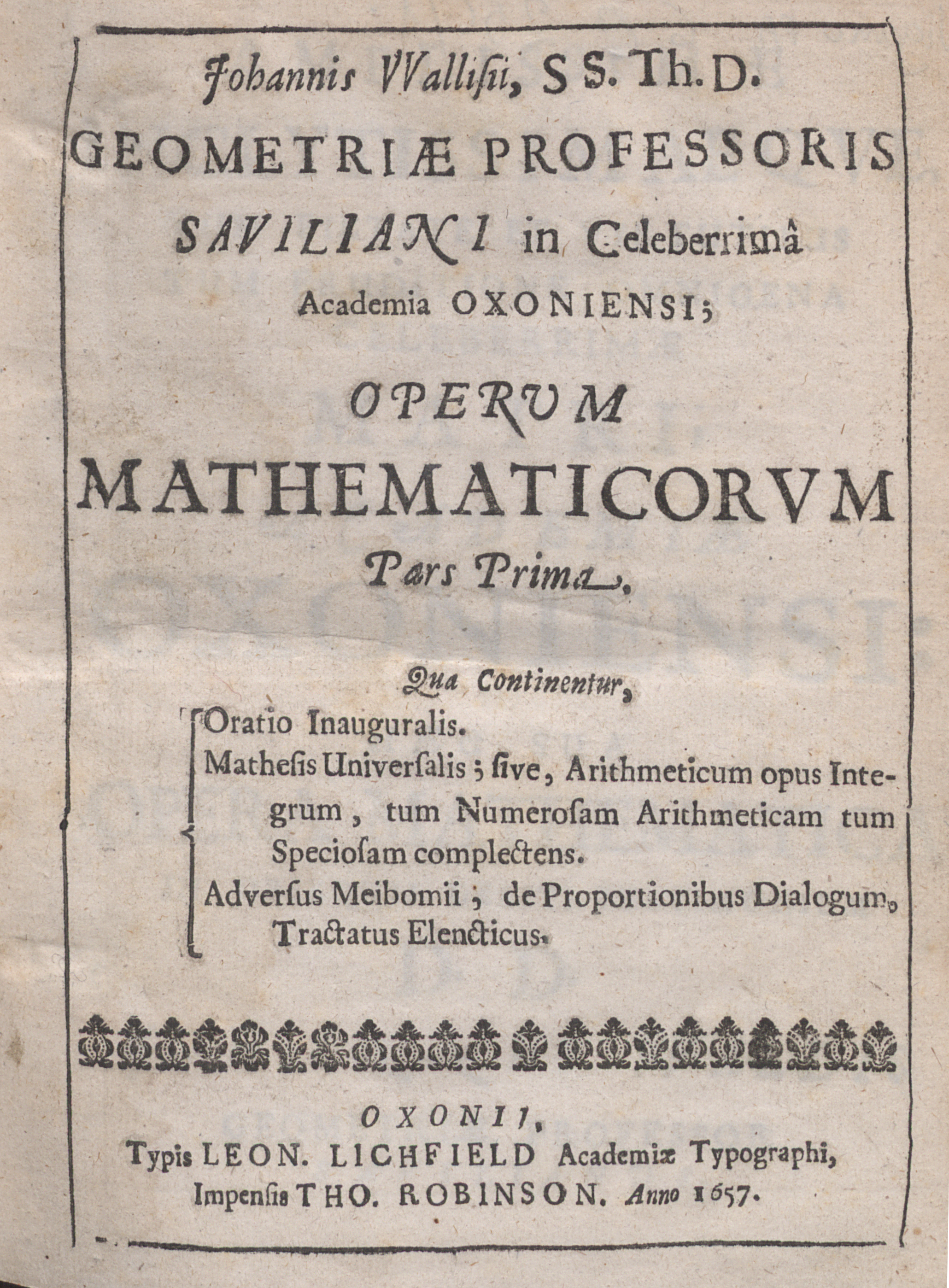
Opera mathematica, 1657

John Wallis (ur. 23 listopada 1616, zm. 28 października 1703) – angielski duchowny i uczony: matematyk oraz kryptograf. Profesor geometrii na Oksfordzie, jeden z założycieli Royal Society.

## Dorobek naukowy
Operował pojęciem nieskończoności i nieskończenie małych, choć w sposób niezbyt ścisły; dla tej pierwszej wprowadził symbol (∞) i zbliżył się do pojęcia granicy. Prace tego matematyka przygotowały grunt pod rachunek różniczkowy i całkowy. Podał jeden ze wzorów na przybliżanie liczby pi (π) – znany jako iloczyn Wallisa.
Główne dzieła:
- 1656: Arithmetica infinitorum, w którym rozpatruje szeregi nieskończone;
- 1657: Mathesis Universalis;
- 1685: A Treatse of Algebra.